# George William Smith
George William Smith (Condado de Essex, 1762 - Richmond, 26 de dezembro de 1811) foi um político estadunidense, membro do partido Democrata-Republicano foi brevemente o 16° governador da Virgínia de 3 de abril de 1811 até a data de sua morte, ocorrida em dezembro do mesmo ano. governou entre os anos de John Tyler, Sr. e James Monroe, governou duas vezes o estado, no mesmo ano Monroe tornaria-se governador do estado da Virgínia, e mais tarde secretário de Estado dos Estados Unidos. Ele foi oficialmente eleito para o cargo em 3 de abril, mas depois morreu em um incêndio de teatro em Richmond, Virgínia. Suas cinzas foram colocadas debaixo de uma pedra na Igreja Monumental em Richmond com as cinzas de outras vítimas do incêndio, incluindo ex-senador e presidente do Bank of Virginia, Abraham B. Venable.

## Ligações Externas
- George William Smith no Find a Grave
- George William Smith no National Governor's Association